# NGC 198
NGC 198 (również PGC 2371 lub UGC 414) – galaktyka spiralna (Sc), znajdująca się w gwiazdozbiorze Ryb. Odkrył ją William Herschel 25 grudnia 1790 roku.